# Bandera de Blanes
La bandera oficial de Blanes té la següent descripció:
Bandera apaïsada de proporcions dos dalt per tres de llarg, vermella, amb una creu blanca plena centrada al mig, de braços d'amplada 1/6 de l'alt de la bandera.

## Història
És una bandera heràldica amb les armes dels senyors de Blanes.
Va ser aprovada el 3 de gener de 1995 i publicada en el DOGC el 18 de gener del mateix any amb el número 1999.